# Rõngu (rivier)
De Rõngu (Estisch: Rõngu jõgi) is een rivier in de gemeente Elva, provincie Tartumaa in Estland. De rivier wordt ook wel Miku genoemd. De rivier is 27,1 km lang; het stroomgebied beslaat een oppervlakte van 108,1 km².
De bron van de rivier ligt op de grens tussen de dorpen Kalme en Kirepi. Onderweg komt ze langs het dorp Lossimäe, ten noordwesten van de plaats Rõngu, waaraan ze haar naam ontleent. Rõngu zelf ligt ongeveer 1,2 km van de rivier verwijderd. De Rõngu komt op de grens van de dorpen Rannaküla en Koruste uit in het Võrtsjärv, het op een na grootste meer van Estland.